# Ауэр, Моника
Мо́ника А́уэр (итал. Monika Auer; 21 апреля 1957, Нова-Леванте) — итальянская саночница, выступала за сборную Италии в конце 1970-х — середине 1980-х годов. Участница двух зимних Олимпийских игр, чемпионка Европы, многократная призёрша различных этапов Кубка мира, участница многих международных турниров и национальных первенств.

## Биография
Моника Ауэр родилась 21 апреля 1957 года в коммуне Нова-Леванте, регион Трентино — Альто-Адидже. Активно заниматься санным спортом начала в раннем детстве, проходила подготовку в одном из местных спортивных клубов. На международном уровне дебютировала в 1978 году, когда попала в основной состав национальной сборной и побывала на чемпионате мира в австрийском Имсте, где заняла восьмое место. Год спустя расположилась на пятой строке в общем зачёте Кубка мира, ещё через год финишировала четырнадцатой на домашнем чемпионате мира в Вальдаоре и благодаря череде удачных выступлений удостоилась права защищать честь страны на зимних Олимпийских играх в Лейк-Плэсиде — по итогам всех четырёх заездов оказалась на шестнадцатой позиции женского индивидуального зачёта.
В 1981 году Ауэр закрыла десятку сильнейших на чемпионате мира в шведском Хаммарстранде и имела реальные шансы стать обладательницей Кубка мира, тем не менее, в конечном счёте она заняла только второе место, уступив трофей австрийской сопернице Ангелике Шафферер. На чемпионате Европы 1982 года в немецком Винтерберге итальянка пришла к финишу седьмой. Она вновь пыталась выиграть мировой кубок, но опять немного не дотянула до победы — на сей раз была третьей после советской саночницы Веры Зозули и соотечественницы Марии-Луизы Райнер. В следующем году Ауэр показала восьмое время на чемпионате мира в Лейк-Плэсиде.
Одним из самых успешных сезонов в её карьере получился сезон 1983/84, года она завоевала золотую медаль на домашнем чемпионате Европы в Вальдаоре. Подтвердив статус сильнейшей саночницы в итальянской команде, Ауэр прошла отбор на Олимпийские игры в Сараево, где впоследствии смогла добраться до тринадцатой позиции. Вскоре после этих олимпийских соревнований она приняла решение завершить карьеру профессиональной спортсменки, уступив место в сборной молодым итальянским саночницам. После завершения карьеры устроилась работать администратором в гостинице в своё родном селении Нова-Леванте. Трое её детей Михаэль, Магдалена и Флориан добились некоторого успеха в горнолыжном спорте, одно время были членами национальной сборной.